# Ungla
En anatomia, l'ungla és el revestiment de naturalesa còrnia que té la funció de protegir i revestir la part terminal dels dits de molts vertebrats terrestres. Els humans tenen vint ungles, una al final de cada dit, tant de les mans com dels peus. Les ungles van evolucionar des de l'urpa i van perdre part de la seva curvatura per poder adaptar-se a funcions complexes de les mans.
Les ungles creixen una mitjana de 0,01 cm cada dia, de manera que l'ungla d'una mà humana es renova completament en un període d'entre tres i sis mesos, i una ungla dels peus triga entre 12 i 18 mesos. A Occident les ungles llargues i pintades són un atribut tradicional de feminitat. En canvi a Orient significa noblesa, ja que les persones que poden tenir les ungles molt llargues vol dir que no treballen amb les mans.
La manca de ferro en l'organisme pot causar que les ungles s'esfullin i es trenquin en capes. Per solucionar aquest problema hi ha uns tipus de pintaungles que les endureixen i en dificulten el trencament.
Com en tot, les ungles també es poden decorar. La manicura més típica de les ungles llargues és la manicura francesa.

## Anatomia
Les ungles de les mans i dels peus estan compostes de: 
- Matriu o arrel: és la part on s'origina l'ungla, situada sota la pell en la seva part proximal.
- Eponiqui o cutícula o epioniqui: és l'estreta franja del plec de la pell que sembla acabar a la base del cos unguial.
- Paroniqui: és l'estreta franja del plec de la pell als costats de l'ungla.
- Hiponiqui: és el teixit situat sota la vora lliure de l'ungla. Constitueix un segell impermeable que protegeix el llit unguial de les infecciones.
- Cos unguial: és l'estructura còrnia que normalment coneixem com ungla, la porció dura i translúcida composta de queratina.
- Llit unguial: és el teixit connectiu adherent que es troba sota l'ungla i que la fixa al dit.
- Lúnula: és la part blanquinosa en forma de mitja lluna que s'observa gairebé sempre a la base del cos ungueal. No tots els dits la tenen visible. La lúnula és el final de la matriu i, per tant, la part visible de l'ungla viva. La resta del cos ungueal es compon de cèl·lules mortes.